# Andrew Hill
Andrew Hill (Chicago, 30 de junio de 1937 - 20 de abril de 2007), fue un pianista y compositor estadounidense de jazz; encuadrado dentro de la vanguardia jazzística, es uno de los representantes del jazz modal y un explorador de las posibilidades rítmicas y armónicas del bop y del hard bop.
Como compositor, fue autor de melodías laberínticas y de temas rítmica y armónicamente complejos como "New Monastery", dentro de su disco Point of Departure.

## Reseña biográfica
Comenzó a tocar el piano a los trece años y pronto llamó la atención del pianista Earl Hines y del compositor Bill Russo. Gracias a este, pudo estudiar entre 1950 y 1952 con el renombrado compositor clásico Paul Hindemith. Durante su adolescencia, pudo acompañar ya a músicos como Miles Davis y Charlie Parker. En 1955 grabó So in Love with the Sound of Andrew para el sello Warwick. Se trasladó a Nueva York en 1961 para trabajar con la cantante Dinah Washington. Tras una breve estancia en Los Ángeles con la orquesta de Rahsaan Roland Kirk en 1962, Hill regresó a Nueva York donde comenzó sus grabaciones más importantes.
Hizo varias grabaciones para Blue Note entre 1963 y 1969, tanto como líder como acompañante. En ellas, trabajó con los mejores músicos de la era post-bop, como Eric Dolphy, Joe Henderson, Woody Shaw, Tony Williams y Freddie Hubbard. Recibió su doctorado por la Universidad Colgate y trabajó como compositor residente entre 1970 y 1972. Hill se trasladó luego a la Costa Oeste, enseñando en escuelas públicas y en prisiones de California. De forma pasajera, enseñó en la Universidad del Estado de Portland, donde creó una escuela de jazz. Además de enseñar, Hill continuó tocando y grabando en los años setenta y ochenta. 
Hill se trasladó al área de Nueva York en los años noventa; una serie de interpretaciones y nuevas grabaciones le ayudaron a resituarse en el mundo del jazz. Formó un nuevo sexteto con la ayuda de los saxofonistas Marty Ehrlich y Greg Tardy, del trompetista Ron Horton, del bajo Scott Colley y del batería Billy Drummond. El grupo se hizo famoso por sus actuaciones en varios clubes de Nueva York. En 2000, Palmetto Records editó Dusk, que fue galardonado como el mejor disco de 2001 por las revistas Down Beat y Jazz Times.

## Selección discográfica
- 1963: Black Fire(Blue Note)
- 1964: Judgment!	(Blue Note)
- 1964: Point of Departure	(Blue Note)
- 1968: Dance with Death	(Blue Note)
- 1969: Passing Ships	(Blue Note)
- 1986: Verona Rag	 	(Soul Note)
- 1989: Eternal Spirit 	(Blue Note)
- 1999: Dusk	(Palmetto)